# Ringyuichon Vashum
Ringyuichon Vashum est une militante indienne pour le microcrédit, du district d'Ukhrul, dans l'État de Manipur. Elle facilite la formation de groupes d'entraide féminins et elle a reçu, en 2016, le prestigieux prix Nari Shakti Puraskar, la plus haute récompense civile indienne, pour la reconnaissance des réalisations et des contributions des femmes, prix remis par le président Ram Nath Kovind.

## Biographie
Ringyuichon Vashum est la présidente de l'organisation Participatory Action for Sustainable Development (littéralement en français : Action participative pour le développement durable), basée dans l'État de Manipur. L'organisation est créée en 1997 et cherche à soutenir l'action participative des gens. En 2007, elle commence à travailler pour améliorer le sort des femmes des collines, dans le district d'Ukhrul, au nord de Manipur, une région où vivent les Nagas Tangkhul.
Elle devient la directrice de l'Ukhrul District Women Institute of Micro-Credit (UDWIM) (Institut de microcrédit pour les femmes du district d'Ukhrul) dans le cadre du projet de gestion des ressources communautaires de la région du Nord-Est. Son organisation fournit des microcrédits aux femmes des groupes d'entraide formés dans le cadre de l'UDWIM, dans le district d'Ukhrul. Vashum utilise cette aide pour encourager les femmes à abandonner la culture de la marijuana et du pavot à opium, au profit de l'agriculture biologique et de l'élevage de volailles. D'autres opportunités commerciales ont été créées, notamment la broderie, la transformation des aliments et le tissage sur métier à main.
À l'occasion de la Journée internationale des femmes, en 2016, Ringyuichon Vashum est invitée au palais présidentiel (Rashtrapati Bhavan) à New Delhi,  pour recevoir le prix Nari Shakti Puraskar. Elle est l'une des 27 femmes reconnues, cinq organisations sont également honorées. Sa citation lui attribue le mérite d'avoir travaillé à « l'autonomisation de plus de 13 000 femmes SHG [groupes d'entraide] ».

### Note
- (en) Cet article est partiellement ou en totalité issu de l’article de Wikipédia en anglais intitulé « Ringyuichon Vashum » (voir la liste des auteurs).